# Gerényes
Gerényes (németül: Gerienisch, horvátul: Grenjiš) község Baranya vármegyében, a Hegyháti járásban.

## Fekvése
Komlótól északra, Kisvaszar, Ág, Tékes és Vásárosdombó között fekvő település. Közigazgatási területén áthalad a Mecsekjánosi-Vásárosdombó közti 6546-os út, de központjába csak az abból kiágazó 65 176-os út vezet (amely Gerényes utolsó házait elhagyva még továbbhalad kelet felé, a zsákfalunak tekinthető Ág községbe).

## Története
Gerényes és környéke ősidők óta lakott hely volt, a falu határában, a Csákó és Sásos nevű dűlőkben szántás közben máig sok cseréptöredék kerül felszínre. Nevét az oklevelek 1296-ban említették először, Guerenesként. Első ismert birtokosa Dombó Pál volt, majd később az Esterházy család lett a település birtokosa. A török hódoltság alatt is magyarok lakta település volt.
A 18. században a megfogyatkozott lakosság közé Rottenburgból, Romenshaizenből és Ulmból érkezett evangélikus németek telepedtek le.
1945 utáni kitelepítések miatt a német lakosság létszáma megfogyatkozott.

## Közélete

### Polgármesterei
- 1990–1994: Jónás István (független)[3]
- 1994–1998: Jónás István (független)[4]
- 1998–2001: Jónás István (független)[5]
- 2001–2002: Léder Szilveszter (független)[6][7]
- 2002–2006: Léder Szilveszter (független)[8]
- 2006–2010: Léder Szilveszter (független)[9]
- 2010–2014: Kiss Árpád (független)[10]
- 2014–2017: Kiss Árpád (független)[11]
- 2018–2019: Kiss Árpád (független)[12]
- 2019–2024: Kiss Árpád (független)[13]
- 2024– : Kiss Árpád (független)[1]

A településen 2001. december 2-án időközi polgármester-választást tartottak, az előző polgármester lemondása miatt.
2018. január 21-én ismét időközi polgármester-választást kellett tartani a községben, az előző polgármester lemondása okán.

## Népesség
A település népességének változása:
| Lakosok száma | 240  | 253  | 256  | 235  | 235  | 224  | 242  | 219  |
|               | 2013 | 2014 | 2015 | 2019 | 2021 | 2022 | 2023 | 2024 |

A 2011-es népszámlálás során a lakosok 98,8%-a magyarnak, 34,7% cigánynak, 1,2% németnek mondta magát (a kettős identitások miatt a végösszeg nagyobb lehet 100%-nál). A vallási megoszlás a következő volt: római katolikus 43,5%, református 1,2%, evangélikus 0,8%, felekezeten kívüli 51,2% (2,4% nem nyilatkozott).
2022-ben a lakosság 92,4%-a vallotta magát magyarnak, 4,9% cigánynak, 1,3% németnek, 2,7% egyéb, nem hazai nemzetiségűnek (6,7% nem nyilatkozott; a kettős identitások miatt a végösszeg nagyobb lehet 100%-nál). Vallásuk szerint 53,1% volt római katolikus, 2,7% evangélikus, 2,2% református, 0,4% görög katolikus, 0,4% izraelita, 30,8% felekezeten kívüli (10,3% nem válaszolt).

## Nevezetességei

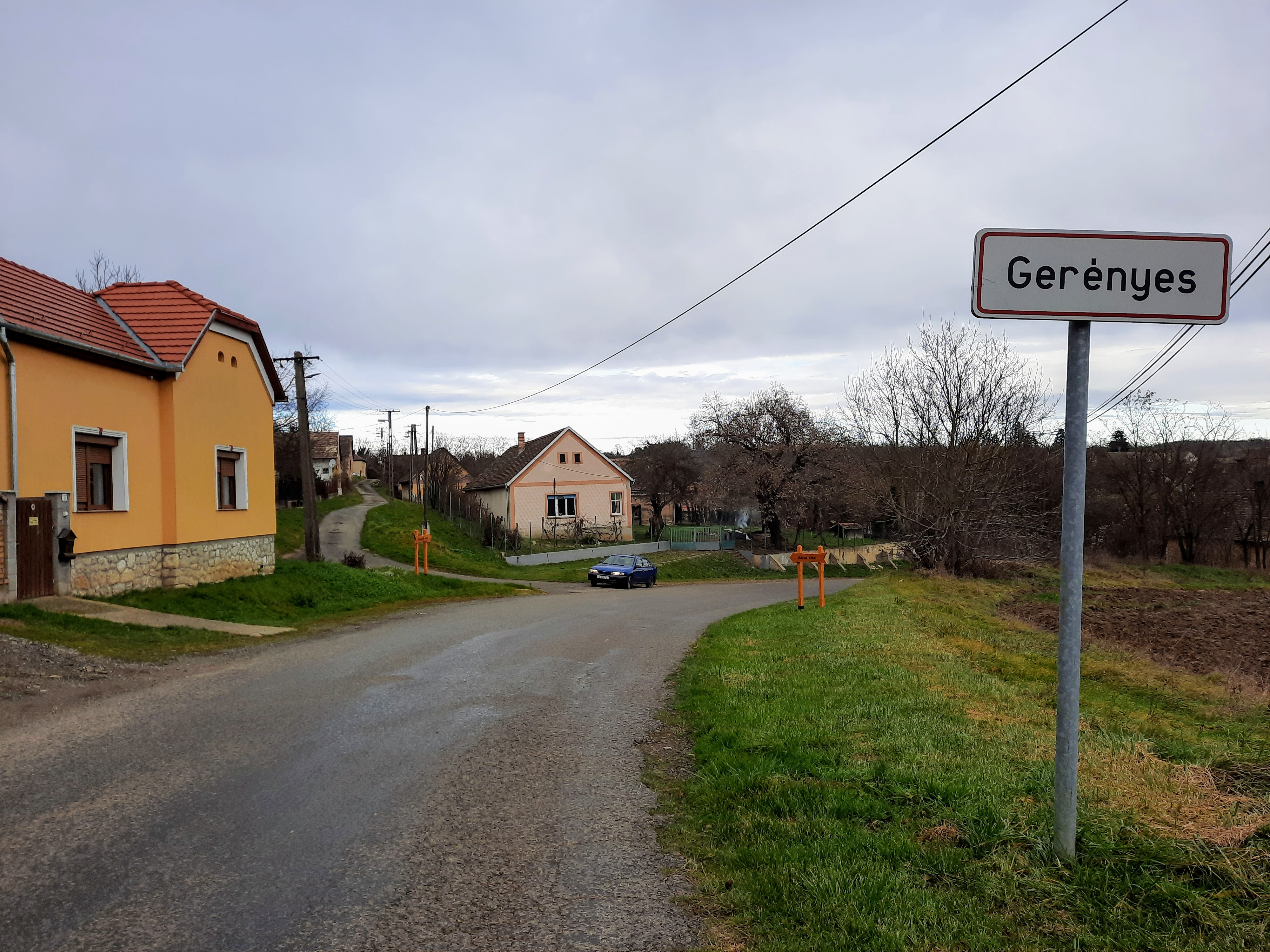
a falu nyugati vége

- Római katolikus temploma a XVIII. században épült.